# Ла
Ла (или A) е шестият музикален тон и десетият полутон в хроматичната гама до мажор. Обикновено тя се използва за настройване на музикални инструменти с помощта на камертон или предварително настроен инструмент.
Международната организация по стандартизация фиксира стандартна стойност на ла в първа октава (A-440) на 440 Hz. От друга страна, обичайните честоти на нотата варират във времето, според географския регион или дори според производителя на музикалния инструмент. Така в Европа от XVII век честотите се движат от около A-374 до A-403, близо два до три полутона по-ниско от A-440. Има исторически примери за инструменти, камертони или стандарти, вариращи от A-309 до A-455,3 – разлика от почти шест полутона.